# Лебедев, Алексей Александрович (хоккеист)
Алексей Александрович Лебедев (род. 23 июня 1993, Санкт-Петербург) — российский хоккеист, защитник.

## Биография
Воспитанник петербургского СКА. Начинал играть в команде МХЛ «Серебряные львы» (2010/11 — 2013/14). Выступал в чемпионате Казахстана за клубы «Беркут» Караганда (2014/14),
«Темиртау» (2015/16). Играл в МХЛ-Б за «Славутич» (2016/17) и «Тамбов» (2017), в ВХЛ за ЦСК ВВС (2017). Выступал в чемпионатах Белоруссии за «Неман» Гродно, «Металлург» Жлобин (2018/19) и Эстонии за «Зверест» Кохтла-Ярве (2021/22).
Тренер детско-юношеской команды «Флагман» СПб (2019—2021). Тренер хоккейной школы «Альфа».